# 닭섬
닭섬[鷄島]은 경기도 화성시 송산면 고정리에 있던 섬으로, 1994년에 시화방조제 건설로 인해 육지가 되었다. 시화호를 건설하며 부근에서 공룡알 화석과 코리아케라톱스 화석이 발견되었고, 이를 2000년 3월 21일에 천연기념물 제414호 화성 고정리 공룡알화석 산지로 지정하였다. 개미섬 북쪽에 있었다.